# Open de Cagnes-sur-Mer
O Open de Cagnes-sur-Mer é um torneio de tênis realizado em Cagnes-sur-Mer, na França desde 1998. Este evento do Circuito feminino da ITF é um torneio de US$ 80.000. 
Começou sendo um evento de US$ 10.000 em 1998, mas aumentou lentamente o prêmio em dinheiro e é jogado em quadras de saibro ao ar livre. Depois de muitos anos como um torneio de US$ 100.000, foi rebaixado em 2019 para um evento da categoria de US$ 80.000.
O Open de Cagnes-sur-Mer é o terceiro torneio feminino internacional mais importante da França, depois do Internationaux de Strasbourg e do Open BLS de Limoges.
O torneio foi suspenso em 2021 (que seria a 24ª edição), devido à pandemia de COVID-19 e não ocorreu mais desde então.

## Finais

### Simples
| Ano  | Campeã                    | Vice-campeã              | Resultado          |
| ---- | ------------------------- | ------------------------ | ------------------ |
| 2020 | Sara Sorribes Tormo       | Irina Bara               | 6–3, 6–4           |
| 2019 | Christina McHale          | Stefanie Vögele          | 7–6(7–4), 6–2      |
| 2018 | Rebecca Peterson          | Dayana Yastremska        | 6–4, 7–5           |
| 2017 | Beatriz Haddad Maia       | Jil Teichmann            | 6–3, 6–3           |
| 2016 | Magda Linette             | Carina Witthöft          | 6–3, 7–5           |
| 2015 | Carina Witthöft           | Tatjana Maria            | 7–5, 6–1           |
| 2014 | Sharon Fichman            | Timea Bacsinszky         | 6–2, 6–2           |
| 2013 | Caroline Garcia           | Maryna Zanevska          | 6–0, 4–6, 6–3      |
| 2012 | Yulia Putintseva          | Patricia Mayr-Achleitner | 6–2, 6–1           |
| 2011 | Sorana Cîrstea            | Pauline Parmentier       | 6–7(5–7), 6–2, 6–2 |
| 2010 | Kaia Kanepi               | Maša Zec Peškiric        | 6–3, 6–2           |
| 2009 | Maria Elena Camerin       | Zuzana Ondrášková        | 6–1, 6–2           |
| 2008 | Viktoriya Kutuzova        | Maret Ani                | 6–1, 7–5           |
| 2007 | Timea Bacsinszky          | Tatjana Malek            | 6–4, 6–1           |
| 2006 | Martina Müller            | Anastasiya Yakimova      | 7–6(8–6), 2–6, 6–0 |
| 2005 | Laura Pous Tió            | Ekaterina Bychkova       | 7–6(7–4), 6–4      |
| 2004 | Séverine Brémond Beltrame | Anna-Lena Grönefeld      | 6–4, 6–4           |
| 2003 | Stéphanie Cohen-Aloro     | Yulia Beygelzimer        | 6–4, 6–3           |
| 2002 | Émilie Loit               | Alena Vašková            | 7–5, 3–6, 6–4      |
| 2001 | Jana Hlavácková           | Sabine Klaschka          | 7–5, 6–4           |
| 2000 | Iroda Tulyaganova         | Giulia Casoni            | 6–2, 6–3           |
| 1999 | Lucy Ahl                  | Virginie Razzano         | 4–6, 7–5, 6–2      |
| 1998 | Nancy Feber               | Carine Bornu             | 6–0, 6–1           |

### Duplas
| Ano  | Campeãs                                  | Vice-campeãs                                 | Resultado             |
| ---- | ---------------------------------------- | -------------------------------------------- | --------------------- |
| 2020 | Samantha Murray Sharan Julia Wachaczyk   | Paula Kania Katarzyna Piter                  | 7–5, 6–2              |
| 2019 | Anna Blinkova Xenia Knoll                | Beatriz Haddad Maia Luisa Stefani            | 4–6, 6–2, [14–12]     |
| 2018 | Kaitlyn Christian Sabrina Santamaria     | Vera Lapko Galina Voskoboeva                 | 2–6, 7–5, [10–7]      |
| 2017 | Chang Kai-chen Hsieh Su-wei              | Raluca Olaru Renata Vorácová                 | 7–5, 6–1              |
| 2016 | Andreea Mitu Demi Schuurs                | Xenia Knoll Aleksandra Krunic                | 6–4, 7–5              |
| 2015 | Johanna Konta Laura Thorpe               | Jocelyn Rae Anna Smith                       | 1–6, 6–4, [10–5]      |
| 2014 | Kiki Bertens Johanna Larsson             | Tatiana Búa Daniela Seguel                   | 7–6(7–4), 6–4         |
| 2013 | Vania King Arantxa Rus                   | Catalina Castaño Teliana Pereira             | 4–6, 7–5, [10–8]      |
| 2012 | Alexandra Panova Urszula Radwanska       | Katalin Marosi Renata Vorácová               | 7–5, 4–6, [10–6]      |
| 2011 | Anna-Lena Grönefeld Petra Martic         | Darija Jurak Renata Vorácová                 | 1–6, 6–2, [11–9]      |
| 2010 | Mervana Jugic-Salkic Darija Jurak        | Stéphanie Cohen-Aloro Kristina Mladenovic    | 0–6, 6–2, [10–5]      |
| 2009 | Julie Coin Marie-Ève Pelletier           | Erica Krauth Anna Tatishvili                 | 6–4, 6–3              |
| 2008 | Monica Niculescu Renata Vorácová         | Julie Coin Marie-Ève Pelletier               | 6–7(2–7), 6–1, [10–5] |
| 2007 | Timea Bacsinszky Aurélie Védy            | Katarína Kachlíková Anastasia Pavlyuchenkova | 7–5, 7–5              |
| 2006 | Sophie Lefèvre Aurélie Védy              | Daniela Klemenschits Sandra Klemenschits     | 2–6, 6–4, 7–6(7–1)    |
| 2005 | Yuliya Beygelzimer Sandra Klösel         | Caroline Dhenin Andreea Vanc                 | 6–3, 3–6, 6–1         |
| 2004 | Lubomira Bacheva Eva Birnerová           | Ruxandra Dragomir-Ilie Antonia Matic         | 4–6, 7–6(7–4), 6–3    |
| 2003 | Vera Douchevina Galina Voskoboeva        | Yuliya Beygelzimer Anna Zaporozhanova        | 6–3, 6–4              |
| 2002 | Stéphanie Cohen-Aloro Dally Randriantefy | Iveta Benešová Caroline Dhenin               | 6–2, 6–4              |
| 2001 | Carine Bornu Caroline Dhenin             | Sophie Georges Capucine Rousseau             | 6–4, 6–3              |
| 2000 | Angelika Bachmann Giulia Casoni          | Iroda Tulyaganova Anna Zaporozhanova         | 7–5, 6–1              |
| 1999 | Karen Cross Amanda Grahame               | Louise Pleming Catherine Tanvier             | 6–4, 3–6, 7–6         |
| 1998 | Helen Crook Victoria Davies              | Yvette Basting Magdalena Zdenovcová          | 6–3, 6–3              |